# Abdelkader Jerbi
Abdelkader Jerbi (arabe : عبد القادر الجربي), mort le 3 février 2021, est un réalisateur tunisien.

## Filmographie

### Séries télévisées
- 1986 :
  - Raoudha, votre fille, texte de Habib Hrar
  - Khatini, texte de Chedli Ben Younes, Monji El Ouni et Noureddine Ben Ayed
- 1990 : Hokm El Ayem, texte de Slaheddine Chelbi
- 1992 : El Douar (ar), texte d'Abdelkader Jerbi et Hussein Mahnouch
- 1993 : El Assifa, texte d'Ahmed Ameur Tounsi et Abdelkader Jerbi
- 1995 : El Hassad avec Moncef Baldi et Abdelhakim Alimi
- 1998-2001 : Souloukiyet avec Boubaker El Euch et texte de Belgacem Thabet
- 2000 : Ya Zahra Fi Khayali, texte de Mustapha Adouani, Adem Fathi et Ridha Gaham
- 2001 : Malla Ena avec Hichem Akermi et texte de Sihem Benzarti
- 2003 : Douroub Elmouejha, texte d'Abdelkader Belhaj Nasser
- 2005 : Mal Wa Amal, texte d'Abdlhakim Alimi
- 2006 : Nwassi w Ateb, texte d'Allala Nouaïria
- 2009 : Choufli Hal (saison 6) avec Hassan Ghodhbane et texte de Hatem Belhaj[2]
- 2010 : Min Ayam Mliha, texte d'Abdelkader Belhaj Nasser[3]
- 2014 : Ezzamil avec Sadok Hlali et texte de Kamel Mouelhi et Lamine Nahdi
- 2016 : Dima Ashab avec Sadok Hlali et texte de Jamel Chamseddine
- Zaama (sitcom), texte de Noureddine Ben Ayed, Mongi El Ouni et Abdelkader Jerbi

La série Ahna S'hab n'est pas diffusée durant le ramadan 2014 comme initialement prévu.

### Téléfilms
- 2008 : Choufli Hal, texte de Hatem Bel Hadj